# Couvent des Augustins de Champlitte
Le couvent des Augustins de Champlitte est un ancien couvent de grands augustins situé à Champlitte, dans le département de la Haute-Saône, en France.

## Historique
L'édifice est classé au titre des monuments historiques en 1993 pour le sol de l'ancienne église alors que le couvent est classé en 2000.